# Jason Dohring
Jason William Dohring est un acteur américain né à Toledo dans l'Ohio (États-Unis), le 30 mars 1982.
Il est surtout connu pour interpréter le rôle de Logan Echolls dans la série Veronica Mars (2004-2007 et 2019).

## Biographie

### Vie privée
Il a deux petits frères jumeaux : Jonathan et Robert et deux petites sœurs jumelles : Kirsten et Kelsey. Ses parents se prénomment Doug et Laurie. Son père était l'ancien directeur général de la société Neopets.
Il est membre de la scientologie tout comme ses parents.
Il a fait ses débuts d'acteurs très tôt et ses quatre frères et sœurs sont dans le métier. Il vit avec sa femme à Los Angeles en Californie. Jason est très sportif et pratique de nombreux sports, allant du ski au surf...
En 2004, il s'est marié avec une jeune femme du nom de Lauren Kutner. Le 11 août 2010, ils ont eu un fils, Owen Riley Dohring puis, le 12 novembre 2012, ils ont eu un deuxième enfant, une petite fille prénommée Lilly ils ont également eu un troisième enfant, une fille prénommée Ainsley Mae, née le 16 avril 2016 et un quatrième enfant, une fille prénommée Isla Avery, née le 7 février 2018.

## Carrière
Il a joué dans les films : Deep impact, Black Cadillac, Walking on the water… Mais il est également apparu dans des séries telles que : Alerte à Malibu, Boston Public, Cold Case, Roswell, JAG…
En 2007, il rejoint le casting d'une nouvelle série sur les vampires, Moonlight aux côtés d'Alex O'Loughlin et de Sophia Myles. La série est annulée au bout de 16 épisodes.

### Veronica Mars

Logo original de la série télévisée Veronica Mars.

En 2004, il décroche un rôle principal dans la série Veronica Mars en interprétant Logan Echolls, un ado riche de 17 ans aux côtés de Kristen Bell. La série a été diffusée du 22 septembre 2004 au 22 mai 2007.
La série obtient les faveurs des critiques, cependant, en raison de ses audiences jugées trop en deçà des espérances de la chaîne, la série est menacée d’annulation à la fin de chaque saison. Elle est cependant soutenue par des milliers de fans, notamment en envoyant des barres Mars aux dirigeants de la chaîne afin de la sauver. La série est finalement arrêtée après trois saisons malgré tous les efforts faits par les fans et les membres de la production.
Entre-temps, le 13 mars 2013, le scénariste Rob Thomas et Kristen Bell ont lancé une « campagne Kickstarter », plateforme de financement participatif, afin de réaliser un film tiré de la série Veronica Mars. Rob Thomas espère alors récolter deux millions de dollars de dons, soit la somme la plus importante jamais demandée par un projet de film via Kickstarter.
L'objectif a été atteint en moins de onze heures et à peine vingt-quatre heures plus tard, le projet a reçu près de 3,3 millions de promesses de dons, une somme record qui dépasse déjà les attentes de Rob Thomas. Le 14 mars 2014, le film sort aux États-Unis. Étant un film indépendant issu d'un financement participatif et non distribué par un grand studio, le film sort dans quelques salles aux États-Unis, obtient des critiques positives et atteint 3 485 127 millions de dollars de recettes. En France, il sort le même jour, mais seulement en vidéo à la demande.
En 2019, il incarne une nouvelle fois le personnage, Logan Echolls, et ce, pour une quatrième saison distribuée par la plateforme Hulu. Cette saison inédite est composée de huit épisodes d'une heure. Elle est disponible depuis le 19 juillet 2019 sur la plateforme Hulu aux États-Unis.

## Filmographie

### Cinéma
- 1994 : Le Retour des dinosaures enchantés (Prehysteria! 2) (vidéo) d'Albert Band : Roughneck
- 1998 : Deep Impact de Mimi Leder : Jason Thurman
- 2001 : Train Quest de Jeffrey Porter : Joseph
- 2007 : The Deep Below de Rod Slane : Will Taylor
- 2011 : Searching for Sonny d'Andrew Disney : Elliot Knight
- 2014 : Veronica Mars, le film de Rob Thomas : Logan Echolls
- 2019 : Cleveland. de Danny Ward : Owen : Owen
- 2019 : You Are Here de Adam Neutzsky-Wulff : Glen
- 2021 : Violet de Justine Bateman : Harry White

### Télévision

#### Séries télévisées
- 1995 : Alerte à Malibu (Baywatch) - Saison 6, épisode 7 : Isaac Klein
- 1996 : Un drôle de shérif (Picket Fences)  - Saison 4, épisode 19
- 1996 : Mr. Rhodes - Saison 1, épisode 1 : Jared
- 1999 : La Double Vie d'Eddie McDowd (100 Deeds for Eddie McDowd) - Saison 1, épisode 1 : la « version humaine » d'Eddie McDowd
- 1999 : Deuxième chance (Once and Again) - Saison 1, épisode 14 : Coop
- 2001 : Roswell - Saison 2, épisode 17 : Jerry
- 2001 : Les Parker (sitcom) - Saison 3, épisode 8 : un « geek »
- 2002 : JAG - Saison 7, épisode 13 : James Oliphant
- 2002-2003 : Boston Public - Saison 3, épisodes 2 et 14 : Ian Bridgeman
- 2003 : Black Cadillac de John Murlowski : Robby
- 2004 : Amy (Judging Amy) - Saison 5, épisode 15 : Simon Hadlock
- 2004 : Cold Case : Affaires classées (Cold Case) - Saison 1, épisode 22 : Dominic LaSalle en 2004
- 2004 : Division d'élite (The Division) - Saison 4, épisodes 21 et 22 : Wes
- 2004-2007 et 2019 : Veronica Mars : Logan Echolls (rôle principal, saisons 1 à 4 - 72 épisodes)
- 2007-2008 : Moonlight : Josef Kostan (16 épisodes)
- 2009 : Party Down - Saison 1, épisode 2 : Greg
- 2009 : Washingtonienne - Épisode pilote : Spencer
- 2010 : Les Experts (CSI: Crime Scene Investigation) - Saison 10, épisode 12 : Danny Nagano
- 2010 : Lie to Me - Saison 2, épisode 11 : Martin Walker
- 2011-2012 : Ringer : M. Carpenter (9 épisodes)
- 2012 : Supernatural : Chronos (Saison 7, épisode 12)
- 2013 : Leçons sur le mariage (Rules Of Engagement)  - Saison 7, épisode 3 : Joe
- 2013 : The Tomorrow People - Saison 1, épisode 4 : Killian McCrane
- 2014 : Play It Again, Dick : Logan Echolls / lui-même (6 épisodes)
- 2015 - 2017 : The Originals : l'inspecteur Will Kinney (Saison 3 - 11 épisodes)
- 2015 : The Messengers : Jeff Fairburn (3 épisodes)
- 2017 - 2018 : iZombie : Chase Graves (Saisons 3 et 4 - 15 épisodes)
- 2020 : All Rise : le sergent Scott Cable  (Saison 1 - épisode 16)
- 2021 : SEAL Team : lieutenant Alex Whitshaw (Saisons 4 - 4 épisodes)

#### Téléfilms
- 1994 : Les Soupçons d'une mère (Someone She Knows) d'Eric Laneuville : Billy
- 1995 : Journey de Tom McLoughlin : Cooper McDougall
- 2000 : La Confiance des Chevaux (Ready to Run) de Duwayne Dunham : B. Moody
- 2004 : Trois filles, trois mariages, un tour du monde ! (Wedding Daze) de Georg Stanford Brown : Font (non crédité)
- 2009 : Body Politic de Scott Winant : Charlie
- 2015 : La Muse de l'artiste de Kristoffer Tabori : Luke Dwyer

### Courts-métrages
- 2007 : Struck : ami du personnage principal

### Jeu vidéo
- 2010 : Kingdom Hearts: Birth by Sleep : Terra (voix)
- 2012 : Kingudamu hâtsu 3D: Dorîmu doroppu disutansu : Terra (voix)
- 2017 : Kingdom Hearts : Terra (voix)
- 2019 : Kingdom Hearts III : Terra / Lingering Will / Guardian (voix)

## Voix françaises
En France
| - Charles Pestel dans : - Veronica Mars (série télévisée) - Moonlight (série télévisée) - Lie to Me (série télévisée) - Ringer (série télévisée) - Supernatural (série télévisée) - Veronica Mars, le film - Motive (série télévisée) - The Messengers (série télévisée) - Ludovic Baugin dans : (les séries télévisées) - The Tomorrow People - The Originals | Et aussi - Axel Kiener dans La Double Vie d'Eddie McDowd (série télévisée) - Bruno Raina dans Roswell (série télévisée) - Alexandre Gillet dans Cold Case : Affaires classées, (série télévisée) - Charles Germain dans Black Cadillac - Nathaniel Alimi dans Party Down (série télévisée) - Romain Redler dans Les Experts (série télévisée) - Anatole de Bodinat dans iZombie (série télévisée) - Swan Demarsan dans SEAL Team (série télévisée) |